# Herman Koch

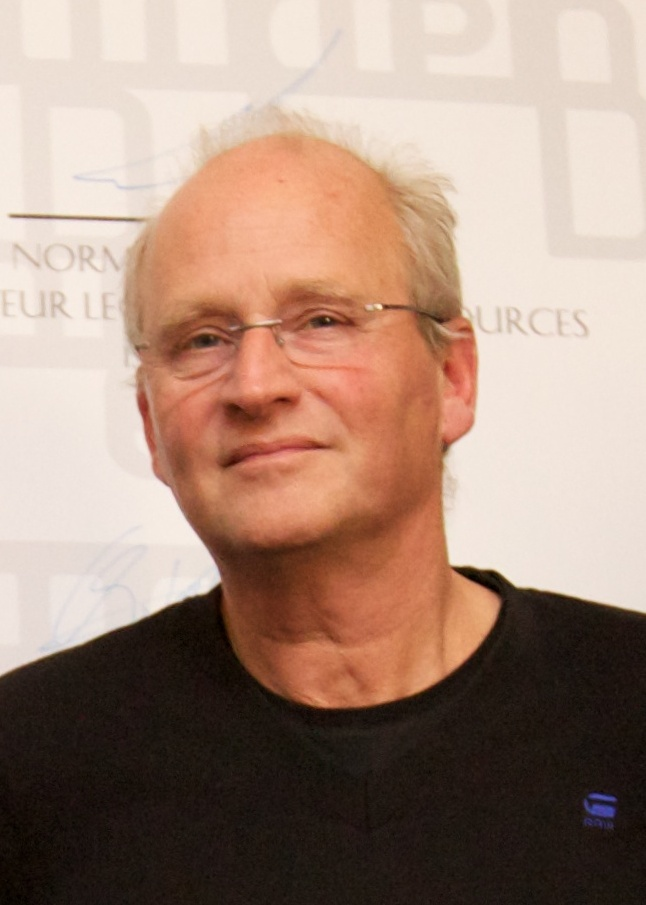
Herman Koch (2010)

Herman Koch (* 5. September 1953 in Arnhem) ist ein niederländischer Schriftsteller und Schauspieler. Teilweise schreibt er unter dem Künstlernamen Menno Voorhof. Bekannt ist er in den Niederlanden als TV-Comedian und -Produzent, auch als Schriftsteller und Zeitungs-Kolumnist. Sein Buch Het diner wurde ein Bestseller mit weltweit 2,5 Millionen verkauften Exemplaren (2016). Für die niederländische Buchwoche (= boekenweek) im Frühjahr 2017 hat Koch das Buch Makkelijk Leven für das Boekenweekgeschenk verfasst.

## Leben und Schaffen
Koch zog mit seinen Eltern bereits als Kind nach Amsterdam. Als Schüler besuchte er dort das Montessori-Gymnasium. Er absolvierte in seiner Heimatstadt später ein Slawistik-Studium mit Schwerpunkt Russisch. Ein Jahr arbeitete er als junger Mann auf einem Bauernhof in Finnland.
Sein Autorendebüt feierte er mit dem Band De voorbijganger aus dem Jahr 1985; die Kurzgeschichten handelten von missverstandenen Einsamen. Sein erster Roman erschien 1989 und nahm seine Erfahrungen als Schüler einer Montessori-Schule als Ausgangspunkt einer satirischen Aufarbeitung der erlebten Unzulänglichkeiten. Eten met Emma aus dem Jahr 2000 ist eine ebenso witzige wie traurige Schilderung der Begegnung eines beruflich Gescheiterten mit einem erfolgreichen Schriftsteller.
Als Comedian-Schauspieler wurde Koch bekannt mit der Comedy-Fernsehserie Jiskefet (Westfriesisch für „Aschenbecher“), die rund 15 Jahre lang lief. Darüber hinaus ist er prominent als Schriftsteller und als Kolumnist bei der Amsterdamer Tageszeitung De Volkskrant. Im Jahr 2005 verfasste er den Diktat-Text für das „Groot Dictee der Nederlandse Taal“ (Großer nationaler Diktat-Wettbewerb in niederländischer Sprache).
Koch ist verheiratet mit einer Spanierin, hat mit ihr einen 1994 geborenen Sohn und wohnt überwiegend in Spanien.
Herman Koch hat für seinen fünften Roman Het diner 2009 den renommierten niederländischen Literaturpreis „NS Publieksprijs“ erhalten. Er stand 2009 für sieben Monate an der Spitze der niederländischen Bestsellerliste. „Da, wo deutsche Erzählungen gerne in Tiefsinn oder Schwermut abkippen, kippen die niederländischen mit Lust in den hintergründigen, schwarzen Humor.“ Thema ist die von einem skrupellosen Zyniker als Erzähler geschilderte Verabredung zur Vertuschung eines von den Söhnen begangenen Totschlags. Die Verhandlungen zwischen den beiden Eltern-Ehepaaren finden während eines gemeinsamen Abends beim Dinner im Sternerestaurant statt. Es handelt sich also um eine spannende, hintersinnige und witzige Aufdeckung bürgerlicher „Moral“-Praxis im Sinne eines Claude Chabrol. Die deutsche Übersetzung erschien 2010 unter dem Titel Angerichtet beim Kölner Verlag Kiepenheuer & Witsch. Der Roman wurde mehrfach verfilmt, zuletzt 2017 unter dem Titel The Dinner mit Richard Gere, Laura Linney, Steve Coogan, Rebecca Hall und Chloë Sevigny in den Hauptrollen.
Auch der 2011 in deutscher Übersetzung erschienene Thriller Zomerhuis met zwembad (Sommerhaus mit Swimmingpool) ist ein Gesellschaftsroman, der die Moral der Mittelständler mit einigen brisanten Zutaten zuspitzt. Die Erzählstimme ist die eines misanthropischen Zynikers und Allgemeinarztes, der sich auf Hypochonder und Menschen in künstlerischen Berufen spezialisiert hat. Das erlaubt tiefe Einblicke hinter die bürgerlichen Fassaden und Kulissen.
In dem 2018 auf Deutsch erschienenem Roman De greppel (Der Graben) setzt sich Koch mit Eifersucht und Misstrauen auseinander und entwirft in dem Porträt des fiktiven Amsterdamer Bürgermeisters Robert Walter ein lockeres Sittenbild unserer egozentrischen Gesellschaft.
Von dem US-amerikanischen Autor Stephen King stammt die Aussage, dass es nur wenige Autoren unheimlicher Psychothriller mit Herman Koch aufnehmen können: „Man hat bei ihm das Gefühl, in einem engen Raum mit einem Verrückten eingesperrt zu sein, der den Eindruck erweckt, vollkommen vernünftig zu sein.“

## Werke
- 1985 – De voorbijganger, Erzählungen, Meulenhoff, Amsterdam 1985, ISBN 90-290-1989-1.
- 1989 – Red ons, Maria Montanelli, Roman, Meulenhoff, Amsterdam 1989, ISBN 90-290-3743-1.
- 1991 – Hansaplast voor een opstandige, Erzählungen von Menno Voorhof
- 1996 – Eindelijk oorlog, Roman, Meulenhoff, Amsterdam 1996, ISBN 90-290-5178-7.
- 1998 – Geen agenda, Erzählungen, Meulenhoff, Amsterdam 1998, ISBN 90-290-5439-5.
- 1999 – Het evangelie volgens Jodocus, Kolumnen, Meulenhoff, Amsterdam 1999, ISBN 90-290-6616-4.
- 2000 – Eten met Emma, Roman, Meulenhoff, Amsterdam 2000, ISBN 90-290-6633-4.
- 2001 – Schrijven & drinken, Erzählungen
- 2001 – Dingetje, Kolumnen, Meulenhoff, Amsterdam 2001, ISBN 90-290-7019-6.
- 2003 – Alle verhalen, Erzählungen, Pockethuis, Amsterdam 2003, ISBN 90-290-7283-0.
- 2003 – Odessa Star, Roman, Augustus, Amsterdam 2003, ISBN 90-457-0321-1.
  - Übers. Christiane Kuby: Odessa Star, Roman. Kiepenheuer & Witsch, Köln 2013, ISBN 978-3-462-04559-8.
- 2005 – Denken aan Bruce Kennedy, Roman, Augustus, Amsterdam 2005, ISBN 90-457-0004-2.
- 2009 – Het diner. Roman. Anthos, Amsterdam 2009, ISBN 978-90-414-1368-0.
  - Übers. Heike Baryga: Angerichtet. Roman. Kiepenheuer & Witsch, Köln 2010, ISBN 978-3-462-04183-5.
  - Übers. Heike Baryga, Bearb. Text in einfacher Sprache Bettina Stol: Angerichtet. In einfacher Sprache. Spaß-am-Lesen-Verlag, Münster 2015, ISBN 978-3-944668-35-2.
- 2010 – De ideale schoonzoon, Kolumnen, Anthos, Amsterdam 2010, ISBN 978-90-414-1648-3.
- 2011 – Zomerhuis met zwembad, Roman, Anthos, Amsterdam 2011, ISBN 978-90-414-2052-7.
  - Übers. Christiane Kuby: Sommerhaus mit Swimmingpool. Thriller. Kiepenheuer & Witsch, Köln 2011, ISBN 978-3-462-04344-0.
- 2012 – Korte geschiedenis van het bedrog, Erzählungen, Anthos, Amsterdam 2012, ISBN 978-90-414-2050-3.
- 2014 – Geachte heer M. Roman
  - Übers. Christiane Kuby: Sehr geehrter Herr M. Kiepenheuer & Witsch, Köln 2015, ISBN 978-3-462-04738-7.
- 2016 – De greppel. Roman, Ambo|Anthos, Amsterdam 2016, ISBN 978-90-263-3229-6.
  - Übers. Christiane Kuby: Der Graben. Kiepenheuer & Witsch, Köln 2018, ISBN 978-3-462-05082-0.
- 2017 – Makkelijk Leven. (Boekenweekgeschenk) Stichting Collectieve Propaganda van het Nederlandse Boek, Amsterdam 2017, ISBN 978-90-5965-411-2.
  - Übers. Christiane Kuby, Herbert Post: Einfach leben. Roman. Kiepenheuer & Witsch, Köln 2019, ISBN 978-3-462-05210-7.
- 2020 – Finse Dagen, Roman, Ambo|Anthos, Amsterdam 2020, ISBN 978-90-263-4106-9.
  - Übers. Christiane Kuby, Herbert Post: Finnische Tage. Roman. Kiepenheuer & Witsch, Köln 2021, ISBN 978-3-462-00065-8.
- 2021 – Een film met Sophia, Roman, Ambo|Anthos, Amsterdam 2020, ISBN 978-90-498-0853-2.

Hörbücher
- 2012 – Angerichtet, Argon Verlag, 6 CDs, Stimme Joachim Król, ISBN 978-3-8398-9105-6.

Drehbücher
- 1990 – Wings of fame

Radiosendungen
- 1984–1989 – Borát

## TV-Serien
- 1990–2005 – Jiskefet
- 2008 – Voetbalvrouwen (Comedy um vier Fußballfan-Ehefrauen)

## Auszeichnungen
- 2009: "Nederlandse stemmen": N. S. Publieksprijs für Het diner, das ist eine landesweite Leserabstimmung, ein Publikumspreis
- 2014: Euregio-Schüler-Literaturpreis für Zomerhuis met zwembad